# Jorge Luis Prado Palomino
Pour les articles homonymes, voir Alvarado.
Jorge Luis Prado Palomino, né à Chepén, dans la région de La Libertad le 4 février 1962, est un comptable et homme politique péruvien. Il est ministre de la Production entre le 17 novembre 2021 et le 25 novembre 2022.

## Biographie

### Parcours professionnel

#### Universitaire
Jorge Luis Prado Palomino est diplômé en tant que comptable de l'Université de Piura et titulaire d'une maîtrise en audit et contrôle de gestion de l'Université de San Martín de Porres (en).
Il est également titulaire d'un doctorat en comptabilité et finance et est certifié en Risque et COSO.
Il travaille également comme professeur universitaire de premier cycle et de troisième cycle à l'Université de San Martín de Porres (en) (USMP) depuis 2015.

#### Professionnel
Concernant son expérience professionnelle, Palomino est un cadre supérieur avec une vaste expérience dans des entreprises multinationales et nationales dans les secteurs de la grande consommation, de l'industrie, de l'agroalimentaire, de la logistique intégrée, des ports et de la banque et de la finance.
Il a commencé comme chef des opérations, chef de la comptabilité et des finances, chef de la collecte de fonds et caissier de l'ancienne Banco Industrial del Perú, entre 1985 et 1992.
Il a été responsable de la planification, de la coordination, de l'exécution et de la supervision des audits dans les entreprises du Grupo Romero, de l'allocation des ressources et de la gestion des équipes d'auditeurs pour renforcer les systèmes de contrôle interne et la gestion globale des risques grâce à la mise en œuvre de plans d'action et de suivi.

### Parcours politique
Le 17 novembre 2021, il est nommé ministre de la Production dans le deuxième gouvernement de Pedro Castillo. Depuis, il a sans cesse été reconduit dans les différents gouvernements et remaniements.